# Марк Нуммий Сенецион Альбин (консул 227 года)
Марк Ну́ммий Сенецио́н Альби́н (лат. Marcus Nummius Senecio Albinus) — римский государственный деятель первой половины III века.

## Биография
Альбин происходил из южноиталийского города Беневент. Его отцом был консул 206 года, носивший такое же имя. В 227 году Альбин занимал должность ординарного консула вместе с Марком Лелием Фульвием Максимом Эмилианом. Впрочем, более о его политической карьере ничего неизвестно.
Сыновьями Альбина, по всей видимости, были консул 263 года Нуммий Цейоний Альбин и консул 258 года Марк Нуммий Туск.